# Mary Alice McWhinnie
Mary Alice McWhinnie, född 10 augusti 1922 i Chicago, Illinois, död den 17 mars 1980, var en amerikansk biolog, professor vid DePaul University, som specialiserade sitt arbete kring krill. Hon var den första kvinnan som att segla två månader i antarktiska vatten ombord på forskningsfartyget USNS Eltanin, ägt av The National Science Foundation. NSF tillät henne även att övervintra på forskningsstationen McMurdo Station, och hon blev 1974 den första amerikanska kvinnan som verkat som kock på en antarktisk forskningsstation.

## Karriär
Mary Alice McWhinnie tog både kandidatexamen (1944) och masterexamen (1946) i biologi från DePaul University. 1946 började hon undervisa på DePaul University i biovetenskap, och blev även styrelsemedlem från 1966 till 1968. Hon fick doktorsexamen från Northwestern University 1952.
1962 valdes hon och hennes forskningsassistent, Phyllis Marciniack, ut av National Science Foundation (NSF) för att segla två månader på USNS Eltanin (kryssning 6, 24 november 1962 – 23 januari 1963) i Antarktis. Uppdraget var att studera “förhållandet mellan vattentemperaturen och ömsade kräftdjurs fysiologi", mer precist krillens fysiologi och hur de gör för att leva i en sådan extrem miljö.
Hon utförde fyra kryssningar på Eltanin 1965, 1967, 1969 och 1970, som gjorde henne den första kvinnliga forskaren att segla Antarktis vatten. Duke University introducerade ett oceanografiskt samarbetsprogram vid Marine Laboratory med Dr. McWhinnie 1965. Programmet sponsrades av NSF och var tillgängligt för Duke och ett flertal samarbetande universitet i USA.
1972 utsågs hon till den första kvinnliga chefsforskaren på Eltanin. I USA:s antarktiska program hade endast män deltagit, men 1974 blev McWhinnie och hennes forskningsassistent Mary Odile Cahoon de första kvinnliga forskarna att övervintra på McMurdo Station, den största forskningsstationen i Antarktis, tillsammans med 128 män. Under sommaren 1975–1976 blev hon även den första kvinnliga forskaren att arbeta på forskningsstationen Palmer Station. 
Hennes karriär omfattade elva resor till Antarktis, mer än femtio publicerade vetenskapliga artiklar och många banbrytande forskningsresultat. Under somrarna 1977–1978 och 1978–1979 lyckades McWhinnie hålla krill levande i en havsvattentank. Under observationen fann de att krill blev mindre och mindre sexuellt mogna efter de lagt rom. Hon kom fram till  att detta var ett resultat av att djurens ständiga simmande, och deras begränsade tillgång till mat under vintern. 

### Död
McWhinnie tillbringade de tre sista åren innan hennes död 1980, med att resa internationellt, och föreläsa om krill, samt att skriva en omfattande bibliografi. Hon dog av en hjärntumör den 17 mars 1980.

## Eftermäle
Den högsta bergstoppen på Antarktis, McWhinnie Peak är uppkallad efter henne. Även Mary Alice McWhinnie Marine Science Center på Palmer Station är uppkallat efter henne. I juni 1980 blev hon postumt tilldelad den största utmärkelsen på DePaul University, Via Sapientiae Award, för hennes engagemang, undervisning och vetenskapliga prestationer.